# Hoggicosa castanea
Hoggicosa castanea is een spinnensoort in de taxonomische indeling van de wolfspinnen (Lycosidae).
Het dier behoort tot het geslacht Hoggicosa. De wetenschappelijke naam van de soort werd voor het eerst geldig gepubliceerd in 1905 door Hogg.